# Mansió de Moltkes
Mansió de Moltkes és un palau urbà situat a la cantonada de Bredgade i Dronningens Tværgade en la ciutat de Copenhaguen, Dinamarca. És una de les diverses mansions de la ciutat existents a  Frederiksstaden, tot i que ja existia mitj segle abans de la creació del barri. Va ser construïda per Ulrik Frederik Gyldenløve entre 1700 i 1702 i fou inicialment coneguda com la petita mansió Gyldenløve (per contrast a la mansió més gran, ara coneguda com el Palau Charlottenborg, a Kongens Nytorv). Va rebre el seu nom actual el 1842, després de ser adquirida per Adam Wilhelm Moltke, el primer Primer ministre danès sota la monarquia constitucional danesa. La mansió té un estil barroc i decoracions de marès ric que presenten elefants i caps de lleó, sent també notable per les decoracions d'interior d'Erik Pauelsen.
És propietat de l'Associació Craftsmen de Copenhaguen i s'utilitza com a local per banquets, reunions i conferències.
El celler és la seu del restaurant AOC, amb una estrella Michelin, propietat del sommelier Christian Aarø que va rebre la seva primera estrella el 2012 amb Ronny Emborg com a chef en cap. Va deixar AOC el 2013 per esdevenir chef en cap de l'Hotel d'Angleterre i va ser succeït per Søren Selin que provenia del restaurant Alberto K ubicat al Hotel Reial Radisson Blu.